# Kymco Super 8

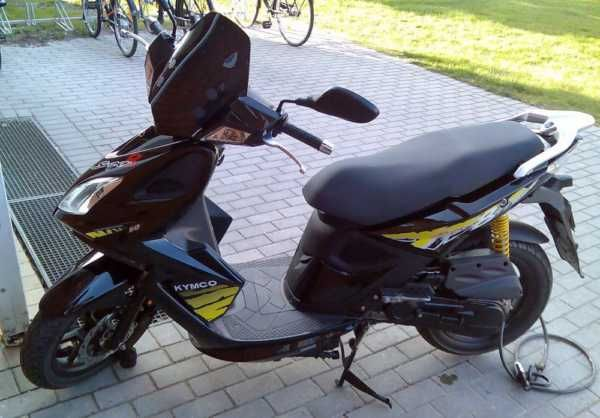
Kymco Super 8

Die Super 8 ist ein Motorroller des taiwanischen Herstellers Kymco (Kwang Yang Motor Corporation) mit einem stufenlosen Keilriemen-Automatikgetriebe. 
Der Roller ist mit Viertaktmotoren mit 50 cm³ und 125 cm³ und in Europa auch mit einem 50-cm³-Zweitaktmotor erhältlich. Die Super 8, besonders als 125-cm³-Version, erfreut sich in Südost-Asien größerer Beliebtheit als in Europa oder Nordamerika.

## Besonderheiten
Ursprünglich war nur eine 125 cm³-Version vorgesehen. Technisch unterscheidet sich die 50 cm³-Version nicht von dieser, außer im Motor. Somit hat die Super 8 eine vergleichsweise große Scheibenbremse (240 mm; vgl. Peugeot Speedfight 3 215 mm). Rahmen und Verkleidung bleiben gleich, wodurch es nicht möglich ist, 50 cm³ von 125 cm³ von außen zu unterscheiden. Die 14-Zoll-Reifen sorgen für ein ruhiges Fahrgefühl und sichere Kurvenlagen auch bei höheren Geschwindigkeiten. Nachteilig wirkt sich das kleine Helmfach aus, das höchstens einen Jet-Helm fasst. Dagegen genügt die Sitzbank zwei erwachsenen Personen.

## Technische Daten
Kymco Super 8 50 4-Takt
- Maße: 1940 / 745 / 1220 / 790 mm (L/B/H/Sitzhöhe)
- Gewicht: 108/262 kg (Leer- / Gesamtgewicht)
- Tankinhalt: 6 l
- Hubraum: 50 cm³
- Max. Leistung: 2,4 kW bei 7500/min
- Starter: Elektro/Kick
- Kupplung: Fliehkraft
- Getriebe: Stufenloses automatisches Keilriemengetriebe
- Federung vorne: hydraulische Teleskopgabel
- Federung hinten: Zwei Einarm-Triebsatzschwingen, hydr. gedämpft
- Bremsen vorne: Eine WAVE-Bremsscheibe (240 mm)
- Bremsen hinten: Trommel
- Reifen vorne: 120/70-14 28B
- Reifen hinten: 120/80-14 52B

Kymco Super 8 50 2-Takt
- Maße: 2040 / 745 / 1210 / 780 (L/B/H/Sitzhöhe)
- Gewicht: 108/262 kg (Leer- / Gesamtgewicht)
- Tankinhalt: 6 l
- Hubraum: 49,5 cm³
- Max. Leistung: 2,5 kW bei 7000/min
- Starter: Elektro/Kick
- Kupplung: Fliehkraft
- Getriebe: Stufenloses automatisches Keilriemengetriebe
- Federung vorne: hydraulische Teleskopgabel
- Federung hinten: Eine Einarm-Triebsatzschwinge, hydr. gedämpft
- Bremsen vorne: Eine WAVE-Bremsscheibe (240 mm)
- Bremsen hinten: Trommel
- Reifen vorne: 120/70-14
- Reifen hinten: 120/80-14

Kymco Super 8 125 4-Takt
- Maße: 1940 / 745 / 1205 / 780 mm (L/B/H/Sitzhöhe)
- Gewicht: 116/240 kg (Leer- / Gesamtgewicht)
- Tankinhalt: 6 l
- Hubraum: 125 cm³
- Max. Leistung: 7 kW bei 7500/min
- Max. Geschwindigkeit: 92 km/h
- Starter: Elektro/Kick
- Kupplung: Fliehkraft
- Getriebe: Stufenloses automatisches Keilriemengetriebe
- Federung vorne: hydraulische Teleskopgabel
- Federung hinten: Zwei Einarm-Triebsatzschwingen, hydr. gedämpft
- Bremsen vorne: Eine WAVE-Bremsscheibe (240 mm)
- Bremsen hinten: Trommel
- Reifen vorne: 120/70-14
- Reifen hinten: 120/80-14